# Fiechter Spitze
Die Fiechter Spitze, auch Fiechter Spitz, ist ein 2299 m ü. A. hoher Berg im Karwendel in Tirol.

## Lage und Umgebung
Die Fiechter Spitze ist der östlichste ausgeprägte Gipfel der Hinterautal-Vomper-Kette. Der Gipfelaufbau der Fiechter Spitze hat steilen und felsigen Charakter, darunter liegen steile und schrofendurchsetzte alpine Matten, gefolgt von ausgedehnten Latschengürteln.
Nachbarberg im Westen ist die 2332 m ü. A. hohe Mittagspitze, von der die Fiechter Spitze durch die Mittagscharte getrennt wird. Im Norden fällt die Fiechter Spitze steil ins Stallental ab. Im Osten senkt sich die Hinterautal-Vomper-Kette über den Hirschkopf (ca. 1960 m ü. A.) und das Vomper Joch ins Inntal hin ab. Im Südosten liegt im Inntal Vomp mit dem Ortsteil Fiecht, nach dem der Berg benannt ist. Südlich und südwestlich verläuft das Vomper Loch.

## Gipfelkreuz
Das Gipfelkreuz wurde 1959 errichtet.

## Zustiege
Vom südlich gelegenen Vomperberg sowie von Fiecht aus führen mehrere Pfade und markierte Wanderwege durch die Südflanke der Fiechter Spitze zum östlich gelegenen Hirschkopf. Von dort aus verläuft ein markierter Anstieg, der jedoch Kletterei im Schwierigkeitsgrad III erfordert, über den Ostgrat zum Gipfel. Für den Aufstieg sind insgesamt etwa fünf Stunden zu veranschlagen.
Ein weiterer Weg führt von der westlich gelegenen und über das südseitige Schrofengelände weglos zu erreichende Mittagspitze im Schwierigkeitsgrad II+ auf die Fiechter Spitze. Der Übergang zur Mittagspitze weist die Schwierigkeit II auf.